# Liga Colombiana de Fútbol Sala 2016-II
La Liga Argos Futsal Finalización 2016 fue la décima segunda (12a.) versión de la Liga Argos Futsal que inició el 1 de julio y finaliza en diciembre de 2016, el campeón del torneo tendrá un cupo a la Superliga Argos Fútsal 2016. También se definirán los cupos a la Copa Libertadores de Futsal 2017.

## Sistema de juego
Se juega una primera fase con 20 equipos divididos en dos grupos de diez equipos cada uno según la posición geográfica en un total de 9 fechas del 1 de julio hasta diciembre de 2016.
Los ocho primeros equipos en la tabla de posiciones clasifican a octavos de final. En este punto se prevé un receso por el Copa Mundial de fútbol sala de la FIFA 2016. Finalizado el mundial los equipos clasificados se enfrentaran en eliminación directa de la siguiente forma:
1° Grupo A vs. 8° Grupo B (Llave 1)
2° Grupo A vs. 7° Grupo B (Llave 2)
3° Grupo A vs. 6° Grupo B (Llave 3)
4° Grupo A vs. 5° Grupo B (Llave 4)
4° Grupo B vs. 5° Grupo A (Llave 5)
3° Grupo B vs. 6° Grupo A (Llave 6)
2° Grupo B vs. 7° Grupo A (Llave 7)
1° Grupo B vs. 8° Grupo A (Llave 8)
los ganadores de cada llave en la fase anterior se enfrentan de la siguiente manera en los cuartos de final:
Ganador Llave 1 vs. Ganador Llave 3 (Llave A)
Ganador Llave 2 vs. Ganador Llave 4 (Llave B)
Ganador Llave 5 vs. Ganador Llave 7 (Llave C)
Ganador Llave 6 vs. Ganador Llave 8 (Llave D)
los ganadores de cada llave en la fase anterior se enfrentaran en semifinales de la siguiente manera:
Ganador Llave A vs.Ganador Llave C. (Llave S-1)
Ganador Llave B vs. Ganador Llave D (Llave S-2)
La final será disputada por los dos ganadores de cada llave en la fase anterior.
Ganador Llave S-1 vs. Ganador Llave S-2
Jugarán la final el ganador de dos de los tres juegos disputados del durante el mes de diciembre de 2016, finalizando campeón el ganador de dos juegos.

## Equipos participantes
| Equipo                     | Departamento       | Ciudad        | Coliseo                            |
| Deportivo Lyon             | Valle del Cauca    | Cali          | Coliseo Mariano Ramos              |
| Alianza Urabá              | Antioquia          | Apartado      | Coliseo Antonio Roldán             |
| Atlético Dorada            | Caldas             | La Dorada     | Coliseo Ventura Castillo           |
| Cúcuta Niza                | Norte de Santander | Cúcuta        | Coliseo UFPS                       |
| Rionegro Águilas           | Antioquia          | Rionegro      | Coliseo El Cielo                   |
| Independiente Barranquilla | Atlántico          | Barranquilla  | Coliseo Elías Chegwin              |
| Real Bucaramanga           | Santander          | Bucaramanga   | Edmundo Luna Santos                |
| Bello Real Antioquia       | Antioquia          | Bello         | Coliseo Polideportivo Tulio Ospina |
| Depor Cartagena            | Bolívar            | Cartagena     | Coliseo Northon Madrid             |
| Rionegro Futsal            | Antioquia          | Rionegro      | Coliseo El Cielo                   |
| Gremio Samario             | Magdalena          | Santa Marta   | Coliseo Menor de Villa Olímpica    |
| Saeta Bogotá               | Bogotá             | Bogotá        | Palacio de los Deportes            |
| D´Martin FC                | Cundinamarca       | Madrid        | Coliseo Madrid                     |
| Real Cundinamarca          | Cundinamarca       | Cundinamarca  | Deportivo Central                  |
| Lanús Colombia             | Bogotá             | Bogotá        | PRD El Salitre                     |
| Deportivo Sanpas Irdet     | Boyacá             | Tunja         | Coliseo Cubierto San Antonio       |
| Deportivo Meta H&H         | Meta               | Villavicencio | Álvaro Mesa Amaya                  |
| Utrahuilca Huila futsal    | Huila              | Neiva         | Coliseo Álvaro Sánchez Silva       |
| Cóndor F.C                 | Bogotá             | El Rosal      | Municipal del Rosal                |
| Alianza Tolima             | Tolima             | Líbano        | Coliseo Mayor de Líbano            |

### Cambio de entrenadores
Los cambios de entrenadores para este torneo fueron como sigue a continuación:
| Club             | Entrenador saliente | Reemplazado por      |
| ---------------- | ------------------- | -------------------- |
| Deportivo Lyon   | Douglas Franco      | Rulver Pulido        |
| Real Bucaramanga | Engelbert Vergel    | Luis Armando Salcedo |
| Rionegro Águilas | David Sánchez       | Christian Pérez      |
| Alianza Urabá    | Christian Pérez     | Miguel Muñoz         |
| Gremio Samario   | Jair Apresa         | Miguel Palacios      |

### Relevo de clubes
Para este torneo hubo cambios en los equipos participantes de la manera que sigue:
| Nuevo club                |
| ------------------------- |
| Atlético Dorada (Caldas). |

| Club que deja de participar           |
| ------------------------------------- |
| C. D. Felinos Independiente (Caldas). |

## Fase de grupos
Disputada del 1 de julio al 30 de agosto de 2016 en 9 jornadas.

### Grupo A
| Pos. | Equipos                    | PJ | PG | PE | PP | GF | GC | Dif. | Pts. |
| ---- | -------------------------- | -- | -- | -- | -- | -- | -- | ---- | ---- |
| 1.   | Rionegro Futsal            | 9  | 7  | 2  | 0  | 39 | 15 | 24   | 23   |
| 2.   | Independiente Barranquilla | 9  | 7  | 0  | 2  | 37 | 27 | 10   | 21   |
| 3.   | Alianza Urabá              | 9  | 6  | 2  | 1  | 51 | 27 | 24   | 20   |
| 4.   | Real Bucaramanga           | 9  | 5  | 2  | 2  | 40 | 32 | 8    | 17   |
| 5.   | Bello Real Antioquia       | 9  | 4  | 3  | 2  | 42 | 31 | 11   | 15   |
| 6.   | Rionegro Águilas           | 9  | 3  | 1  | 5  | 29 | 38 | -9   | 10   |
| 7.   | Atlético Dorada            | 9  | 3  | 1  | 5  | 24 | 41 | -17  | 10   |
| 8.   | Cúcuta Niza                | 9  | 2  | 1  | 6  | 30 | 45 | -15  | 7    |
| 9.   | Gremio Samario             | 9  | 2  | 0  | 7  | 25 | 35 | -10  | 6    |
| 10.  | Depor Cartagena            | 9  | 0  | 0  | 9  | 21 | 47 | -26  | 0    |

| Rionegro Futsal  | 11-1 | Atlético Dorada            | Coliseo Antonio Roldan          | 1 de julio  | 18:10 | Win Sports      |
| Depor Cartagena  | 0-2  | Independiente Barranquilla | Northon Madrid                  | 12 de julio | 20:00 | Sin transmisión |
| Real Bucaramanga | 5-6  | Cúcuta Niza                | Edmundo Luna Santos             | 13 de julio | 19:00 | Sin transmisión |
| Alianza Uraba    | 10-0 | Rionegro Águilas           | Coliseo Cubierto de Apartadó    | 13 de julio | 18:00 | Sin transmisión |
| Gremio Samario   | 3-   | Bello Real Antioquia       | Coliseo Menor de Villa Olímpica | 14 de julio | 13:00 | Sin transmisión |

| Rionegro Futsal            | 1-1 | Alianza Uraba    | Coliseo El Cielo                   | 9 de julio | 19:00 | Sin Transmisión |
| Atlético Dorada            | 1-5 | Real Bucaramanga | Coliseo Ventura Castillo           | 8 de julio | 19:00 | Sin Transmisión |
| Cúcuta Niza                | 6-5 | Depor Cartagena  | Coliseo UFPS                       | 8 de julio | 19:30 | Sin Transmisión |
| Independiente Barranquilla | 4-3 | Gremio Samario   | Elías Chegwin                      | 8 de julio | 19:30 | Sin Transmisión |
| Bello Real Antioquia       | 7-3 | Rionegro Águilas | Coliseo Polideportivo Tulio Ospina | 7 de julio | 20:00 | Sin Transmisión |

| Alianza Uraba    | 4-4 | Bello Real Antioquia       | Coliseo Cubierto de Apartadó    | 16 de julio | 19:30 | Sin transmisión |
| Rionegro Águilas | 3-4 | Independiente Barranquilla | Coliseo El Cielo                | 15 de julio | 19:00 | Sin transmisión |
| Gremio Samario   | 5-2 | Cúcuta Niza                | Coliseo Menor de Villa Olímpica | 17 de julio | 11:30 | Sin transmisión |
| Depor Cartagena  | 2-5 | Atlético Dorada            | Northon Madrid                  | 16 de julio | 16:00 | Sin transmisión |
| Real Bucaramanga | 3-3 | Rionegro Futsal            | Edmundo Luna Santos             | 16 de julio | 14:00 | Sin transmisión |

| Real Bucaramanga           | 6-4 | Alianza Uraba        | Edmundo Santos Luna      | 22 de julio | 19:00 | Sin transmisión |
| Rionegro Futsal            | 2-1 | Depor Cartagena      | Coliseo El Cielo         | 22 de julio | 19:00 | Sin transmisión |
| Atlético Dorada            | 1-0 | Gremio Samario       | Coliseo Ventura Castillo | 22 de julio | 19:30 | Sin transmisión |
| Cúcuta Niza                | 3-3 | Rionegro Águilas     | Toto Hernández           | 24 de julio | 14:00 | Sin transmisión |
| Independiente Barranquilla | 7-2 | Bello Real Antioquia | Elías Chegwin            | 23 de julio | 14:00 | Sin transmisión |

| Alianza Uraba        | 7-3 | Independiente Barranquilla | Coliseo Antonio Roldán             | 30 de julio | 19:30 | Sin transmisión |
| Bello Real Antioquia | 5-1 | Cúcuta Niza                | Coliseo Polideportivo Tulio Ospina | 29 de julio | 20:00 | Win Sports      |
| Rionegro Águilas     | 4-3 | Atlético Dorada            | Coliseo El Cielo                   | 29 de julio | 19:00 | Sin transmisión |
| Gremio Samario       | 4-5 | Rionegro Futsal            | Coliseo Menor de Villa Olímpica    | 30 de julio | 11:00 | Sin transmisión |
| Depor Cartagena      | 5-6 | Real Bucaramanga           | Northon Madrid                     | 31 de julio | 11:00 | Sin transmisión |

| Depor Cartagena  | 5-6 | Alianza Uraba              | Northon Madrid           | 7 de agosto | 11:00 | Sin transmisión |
| Real Bucaramanga | 6-2 | Gremio Samario             | Edmundo Luna Santos      | 5 de agosto | 19:30 | Sin transmisión |
| Rionegro Águilas | 0-5 | Rionegro Futsal            | Coliseo El Cielo         | 5 de agosto | 19:00 | Sin transmisión |
| Atlético Dorada  | 3-3 | Bello Real Antioquia       | Coliseo Ventura Castillo | 7 de agosto | 19:30 | Sin transmisión |
| Cúcuta Niza      | 4-5 | Independiente Barranquilla | Coliseo UFPS             | 5 de agosto | 19:00 | Sin transmisión |

| Alianza Uraba              | 8-3 | Cúcuta Niza      | Coliseo Antonio Roldán             | 11 de agosto | 19:30 | Sin transmisión |
| Independiente Barranquilla | 5-2 | Atlético Dorada  | Elías Chegwin                      | 12 de agosto | 19:30 | Sin transmisión |
| Bello Real Antioquia       | 4-5 | Rionegro Futsal  | Coliseo Polideportivo Tulio Ospina | 13 de agosto | 19:30 | Sin transmisión |
| Rionegro Águilas           | 1-3 | Real Bucaramanga | Coliseo El Cielo                   | 12 de agosto | 18:10 | Win Sports      |
| Gremio Samario             | 3-1 | Depor Cartagena  | Coliseo Menor de Villa Olímpica    | 13 de agosto | 13:00 | Sin transmisión |

| Gremio Samario   | 3-5 | Alianza Uraba              | Coliseo Menor de Villa Olímpica | 21 de agosto | 12:00 | Sin transmisión |
| Rionegro Águilas | 9-1 | Depor Cartagena            | Coliseo El Cielo                | 21 de agosto | 17:00 | Sin transmisión |
| Real Bucaramanga | 4-4 | Bello Real Antioquia       | Edmundo Luna Santos             | 19 de agosto | 19:30 | Sin transmisión |
| Rionegro Futsal  | 4-1 | Independiente Barranquilla | Coliseo El Cielo                | 18 de agosto | 19:00 | Sin transmisión |
| Atlético Dorada  | 6-5 | Cúcuta Niza                | Coliseo Ventura Castillo        | 19 de agosto | 19:30 | Sin transmisión |

| Alianza Uraba              | 6-2 | Atlético Dorada  | Coliseo Antonio Roldán             | 26 de agosto | 20:00 | Sin transmisión |
| Cúcuta Niza                | 0-3 | Rionegro Futsal  | Coliseo UFPS                       | 30 de agosto | 20:00 | Sin transmisión |
| Independiente Barranquilla | 6-2 | Real Bucaramanga | Elías Chegwin                      | 26 de agosto | 19:30 | Sin transmisión |
| Bello Real Antioquia       | 8-1 | Depor Cartagena  | Coliseo Polideportivo Tulio Ospina | 28 de agosto | 19:00 | Sin transmisión |
| Rionegro Águilas           | 6-2 | Gremio Samario   | Coliseo El Cielo                   | 28 de agosto | 20:00 | Sin transmisión |

1. ↑  Cúcuta Niza inscribió un jugador que estaba suspendido y se le sancionó con la perdida de puntos y un resultado 3-0 a favor de Rionegro Futsal

### Grupo B
| Pos. | Equipos                 | PJ | PG | PE | PP | GF | GC | Dif. | Pts. |
| ---- | ----------------------- | -- | -- | -- | -- | -- | -- | ---- | ---- |
| 1.   | Saeta Bogotá            | 9  | 8  | 1  | 0  | 35 | 13 | 22   | 25   |
| 2.   | D´Martin FC             | 9  | 7  | 1  | 1  | 42 | 26 | 16   | 22   |
| 3.   | Deportivo Lyon          | 9  | 4  | 2  | 3  | 30 | 32 | -2   | 14   |
| 4.   | Lanús Colombia          | 9  | 3  | 4  | 2  | 27 | 30 | -3   | 13   |
| 5.   | Deportivo Meta H&H      | 9  | 3  | 2  | 4  | 33 | 34 | -1   | 11   |
| 6.   | Alianza Tolima          | 9  | 3  | 2  | 4  | 24 | 28 | -4   | 11   |
| 7.   | Cóndor FC Sport Life    | 9  | 3  | 1  | 5  | 25 | 27 | -2   | 10   |
| 8.   | Utrahuilca Huila futsal | 9  | 2  | 3  | 4  | 27 | 33 | -6   | 9    |
| 9.   | Deportivo Sanpas Irdet  | 9  | 1  | 3  | 5  | 28 | 39 | -11  | 6    |
| 10.  | Real Cundinamarca       | 9  | 0  | 3  | 6  | 19 | 28 | -9   | 3    |

| Saeta Bogotá      | 4-1 | Deportivo Lanús  |                         | 3 de julio  |       | Sin transmisión |
| Real Cundinamarca | 2-3 | Deportivo Meta   | Deportivo Central       | 2 de julio  | 17:00 | Sin transmisión |
| Utrahuilca Huila  | 1-1 | Deportivo Sanpas | Álvaro Sánchez Silva    | 17 de julio | 16:00 | Sin transmisión |
| Alianza Tolima    | 1-1 | Cóndor FC        | Coliseo Mayor de Líbano | 6 de julio  | 18:00 | Sin transmisión |
| D'Martin FC       | 6-3 | Deportivo Lyon   | Coliseo Madrid          | 7 de julio  | 19:00 | Sin transmisión |

| Cóndor FC         | 2-3 | Deportivo Lyon   | Municipal El Rosal | 9 de julio  | 16:00 | Sin transmisión |
| Deportivo Sanpas  | 4-3 | Alianza Tolima   | San Antonio        | 8 de julio  | 16:15 | Win Sports      |
| Real Cundinamarca | 6-6 | Utrahuilca Huila | Deportivo Central  | 9 de julio  | 18:00 | Sin transmisión |
| Saeta Bogotá      | 4-4 | Deportivo Meta   | Cayetano Canizares | 10 de julio | 18:00 | Sin transmisión |
| Deportivo Lanús   | 4-4 | D'Martin FC      | PRD El Salitre     | 9 de julio  | 16:00 | Sin transmisión |

| D'Martin FC      | 7-4 | Cóndor FC         | Coliseo Madrid          | 16 de julio | 17:00 | Sin transmisión |
| Deportivo Lyon   | 4-3 | Deportivo Sanpas  | Mariano Ramos           | 29 de julio | 16:00 | Sin transmisión |
| Alianza Tolima   | 3-1 | Real Cundinamarca | Coliseo Mayor de Líbano | 16 de julio | 20:00 | Sin transmisión |
| Utrahuilca Huila | 1-2 | Saeta Bogotá      | Álvaro Sánchez Silva    | 15 de julio | 16:00 | Sin transmisión |
| Deportivo Meta   | 4-4 | Deportivo Lanús   | Álvaro Mesa Amaya       | 15 de julio | 20:00 | Win Sports      |

| Deportivo Sanpas  | 1-4 | Cóndor FC        | San Antonio        | 23 de julio | 19:00 | Sin transmisión |
| Real Cundinamarca | 2-2 | Deportivo Lyon   |                    | 20 de julio |       | Sin transmisión |
| Saeta Bogotá      | 7-1 | Alianza Tolima   | Cayetano Cañizares | 24 de julio | 18:15 | Sin transmisión |
| Deportivo Lanús   | 2-1 | Utrahuilca Huila | PRD El Salitre     | 23 de julio | 14:30 | Sin transmisión |
| Deportivo Meta    | 3-4 | D'Martin FC      | Álvaro Mesa Amaya  | 23 de julio | 19:00 | Sin transmisión |

| D'Martin FC      | 5-2 | Deportivo Sanpas  | Coliseo Madrid          | 31 de julio | 14:00 | Sin transmisión |
| Cóndor FC        | 4-3 | Real Cundinamarca | Municipal El Rosal      | 30 de julio | 16:00 | Sin transmisión |
| Deportivo Lyon   | 1-3 | Saeta Bogotá      | María Isabel Urrutia    | 31 de julio | 11:00 | Sin transmisión |
| Alianza Tolima   | 2-3 | Deportivo Lanús   | Coliseo Mayor de Líbano | 30 de julio | 19:00 | Sin transmisión |
| Utrahuilca Huila | 5-3 | Deportivo Meta    | Álvaro Sánchez Silva    | 1 de agosto | 16:00 | Sin transmisión |

| Real Cundinamarca | 4-4 | Deportivo Sanpas | Álvaro Mesa Amaya    | 5 de agosto | 19:00 | Sin transmisión |
| Deportivo Lanús   | 5-5 | Deportivo Lyon   | Coliseo de la Luna   | 7 de agosto | 15:00 | Sin transmisión |
| Saeta Bogotá      | 2-1 | Cóndor FC        | Cayetano Cañizares   | 7 de agosto | 18:15 | Sin transmisión |
| Deportivo Meta    | 3-4 | Alianza Tolima   | Álvaro Mesa Amaya    | 5 de agosto | 20:15 | Win Sports      |
| Utrahuilca Huila  | 3-9 | D'Martin FC      | Álvaro Sánchez Silva | 5 de agosto | 16:00 | Sin transmisión |

| D'Martin FC      | 2-1 | Real Cundinamarca | Coliseo Madrid          | 12 de agosto | 19:00 | Sin transmisión |
| Deportivo Sanpas | 2-6 | Saeta Bogotá      | San Antonio             | 12 de agosto | 19:00 | Sin transmisión |
| Cóndor FC        | 5-2 | Deportivo Lanús   | Municipal El Rosal      | 13 de agosto | 15:00 | Sin transmisión |
| Deportivo Lyon   | 4-1 | Deportivo Meta    | Mariano Ramos           | 13 de agosto | 16:00 | Sin transmisión |
| Alianza Tolima   | 2-2 | Utrahuilca Huila  | Coliseo Mayor de Líbano | 12 de agosto | 20:00 | Sin transmisión |

| Saeta Bogotá     | 3-1 | Real Cundinamarca | Cayetano Cañizares      | 21 de agosto | 18:15 | Sin transmisión |
| Deportivo Lanús  | 5-5 | Deportivo Sanpas  | Coliseo de la Luna      | 19 de agosto | 19:00 | Sin transmisión |
| Deportivo Meta   | 5-1 | Cóndor FC         | Álvaro Mesa Amaya       | 23 de agosto | 19:30 | Sin transmisión |
| Utrahuilca Huila | 4-5 | Deportivo Lyon    | Álvaro Sánchez Silva    | 19 de agosto | 16:00 | Sin transmisión |
| Alianza Tolima   | 2-4 | D'Martin FC       | Coliseo Mayor de Líbano | 19 de agosto | 16:15 | Win Sports      |

| Saeta Bogotá      | 4-1 | D'Martin FC      | Cayetano Cañizares | 28 de agosto | 18:15 | Sin transmisión |
| Real Cundinamarca | 0-1 | Deportivo Lanús  | Deportivo Central  | 26 de agosto | 16:00 | Win Sports      |
| Deportivo Sanpas  | 6-7 | Deportivo Meta   | San Antonio        | 27 de agosto | 19:00 | Sin transmisión |
| Cóndor FC         | 3-4 | Utrahuilca Huila | Municipal El Rosal | 27 de agosto | 16:00 | Sin transmisión |
| Deportivo Lyon    | 3-6 | Alianza Tolima   | Mariano Ramos      | 27 de agosto | 16:00 | Sin transmisión |

## Cuadro final
Desde la semifinal en caso de empates en victorias se definirá el ganador a través de un tercer juego "( )".
|  | Octavos de final     | Octavos de final  | Octavos de final  |                     |    | Cuartos de final   | Cuartos de final   | Cuartos de final   |  |  | Semifinales | Semifinales | Semifinales |  |  | Final                    | Final                    | Final                    |
|  | 9 y 19 de octubre    | 9 y 19 de octubre | 9 y 19 de octubre |                     |    | 21 y 30 de octubre | 21 y 30 de octubre | 21 y 30 de octubre |  |  | 3 al 13     | 3 al 13     | 3 al 13     |  |  | 20, 26 y 27 de noviembre | 20, 26 y 27 de noviembre | 20, 26 y 27 de noviembre |
|  |                      |                   |                   |                     |    |                    |                    |                    |  |  |             |             |             |  |  |                          |                          |                          |
|  |                      |                   |                   |                     |    |                    |                    |                    |  |  |             |             |             |  |  |                          |                          |                          |
|  |                      |                   |                   |                     |    |                    |                    |                    |  |  |             |             |             |  |  |                          |                          |                          |
|  | Rionegro Futsal      | 0                 | 2                 |                     |    |                    |                    |                    |  |  |             |             |             |  |  |                          |                          |                          |
|  | Rionegro Futsal      | 0                 | 2                 |                     |    |                    |                    |                    |  |  |             |             |             |  |  |                          |                          |                          |
|  | Ultrahuilca Huila    | 1                 | 0                 |                     |    |                    |                    |                    |  |  |             |             |             |  |  |                          |                          |                          |
|  | Ultrahuilca Huila    | 1                 | 0                 | Rionegro Futsal     | 0  | 5                  |                    |                    |  |  |             |             |             |  |  |                          |                          |                          |
|  |                      |                   |                   |                     | 0  | 5                  |                    |                    |  |  |             |             |             |  |  |                          |                          |                          |
|  |                      | Alianza Urabá     | 3                 | 3                   |    |                    |                    |                    |  |  |             |             |             |  |  |                          |                          |                          |
|  | Alianza Urabá        | Alianza Urabá     | 3                 | 3                   | 5  | 5                  |                    |                    |  |  |             |             |             |  |  |                          |                          |                          |
|  | Alianza Urabá        |                   |                   |                     | 5  | 5                  |                    |                    |  |  |             |             |             |  |  |                          |                          |                          |
|  | Alianza Tolima       | 5                 | 1                 |                     |    |                    |                    |                    |  |  |             |             |             |  |  |                          |                          |                          |
|  | Alianza Tolima       | 5                 | 1                 | Alianza Urabá       | 5  | 6(3)               |                    |                    |  |  |             |             |             |  |  |                          |                          |                          |
|  |                      |                   |                   |                     | 5  | 6(3)               |                    |                    |  |  |             |             |             |  |  |                          |                          |                          |
|  |                      | Atlético Dorada   | 8                 | 3(7)                |    |                    |                    |                    |  |  |             |             |             |  |  |                          |                          |                          |
|  | Lanús Colombia       | Atlético Dorada   | 8                 | 3(7)                | 2  | 5                  |                    |                    |  |  |             |             |             |  |  |                          |                          |                          |
|  | Lanús Colombia       |                   |                   |                     | 2  | 5                  |                    |                    |  |  |             |             |             |  |  |                          |                          |                          |
|  | Bello Real Antioquia | 2                 | 2                 |                     |    |                    |                    |                    |  |  |             |             |             |  |  |                          |                          |                          |
|  | Bello Real Antioquia | 2                 | 2                 | Lanús Colombia      | 1  | 3                  |                    |                    |  |  |             |             |             |  |  |                          |                          |                          |
|  |                      |                   |                   |                     | 1  | 3                  |                    |                    |  |  |             |             |             |  |  |                          |                          |                          |
|  |                      | Atlético Dorada   | 4                 | 4                   |    |                    |                    |                    |  |  |             |             |             |  |  |                          |                          |                          |
|  | D´Martin FC          | Atlético Dorada   | 4                 | 4                   | 4  | 2                  |                    |                    |  |  |             |             |             |  |  |                          |                          |                          |
|  | D´Martin FC          |                   |                   |                     | 4  | 2                  |                    |                    |  |  |             |             |             |  |  |                          |                          |                          |
|  | Atlético Dorada      | 5                 | 5                 |                     |    |                    |                    |                    |  |  |             |             |             |  |  |                          |                          |                          |
|  | Atlético Dorada      | 5                 | 5                 | Real Bucaramanga    | 2  | 7                  |                    |                    |  |  |             |             |             |  |  |                          |                          |                          |
|  |                      |                   |                   |                     | 2  | 7                  |                    |                    |  |  |             |             |             |  |  |                          |                          |                          |
|  |                      | Atlético Dorada   | 1                 | 4                   |    |                    |                    |                    |  |  |             |             |             |  |  |                          |                          |                          |
|  | Indep. Barranquilla  | Atlético Dorada   | 1                 | 4                   | 4  | 6                  |                    |                    |  |  |             |             |             |  |  |                          |                          |                          |
|  | Indep. Barranquilla  |                   |                   |                     | 4  | 6                  |                    |                    |  |  |             |             |             |  |  |                          |                          |                          |
|  | Deportivo Cóndor     | 5                 | 4                 |                     |    |                    |                    |                    |  |  |             |             |             |  |  |                          |                          |                          |
|  | Deportivo Cóndor     | 5                 | 4                 | Indep. Barranquilla | 2  | 6                  |                    |                    |  |  |             |             |             |  |  |                          |                          |                          |
|  |                      |                   |                   |                     | 2  | 6                  |                    |                    |  |  |             |             |             |  |  |                          |                          |                          |
|  |                      | Real Bucaramanga  | 7                 | 5                   |    |                    |                    |                    |  |  |             |             |             |  |  |                          |                          |                          |
|  | Real Bucaramanga     | Real Bucaramanga  | 7                 | 5                   | 13 | 6                  |                    |                    |  |  |             |             |             |  |  |                          |                          |                          |
|  | Real Bucaramanga     |                   |                   |                     | 13 | 6                  |                    |                    |  |  |             |             |             |  |  |                          |                          |                          |
|  | Deportivo Meta       | 5                 | 6                 |                     |    |                    |                    |                    |  |  |             |             |             |  |  |                          |                          |                          |
|  | Deportivo Meta       | 5                 | 6                 | Saeta FSC           | 1  | 3                  |                    |                    |  |  |             |             |             |  |  |                          |                          |                          |
|  |                      |                   |                   |                     | 1  | 3                  |                    |                    |  |  |             |             |             |  |  |                          |                          |                          |
|  |                      | Real Bucaramanga  | 5                 | 4                   |    |                    |                    |                    |  |  |             |             |             |  |  |                          |                          |                          |
|  | Club Deportivo Lyon  | Real Bucaramanga  | 5                 | 4                   | 1  | 2                  |                    |                    |  |  |             |             |             |  |  |                          |                          |                          |
|  | Club Deportivo Lyon  |                   |                   |                     | 1  | 2                  |                    |                    |  |  |             |             |             |  |  |                          |                          |                          |
|  | Rionegro Águilas     | 2                 | 2                 |                     |    |                    |                    |                    |  |  |             |             |             |  |  |                          |                          |                          |
|  | Rionegro Águilas     | 2                 | 2                 | Saeta FSC           | 6  | 8                  |                    |                    |  |  |             |             |             |  |  |                          |                          |                          |
|  |                      |                   |                   |                     | 6  | 8                  |                    |                    |  |  |             |             |             |  |  |                          |                          |                          |
|  |                      | Rionegro Águilas  | 2                 | 4                   |    |                    |                    |                    |  |  |             |             |             |  |  |                          |                          |                          |
|  | Saeta FSC            | Rionegro Águilas  | 2                 | 4                   | 8  | 6                  |                    |                    |  |  |             |             |             |  |  |                          |                          |                          |
|  | Saeta FSC            |                   |                   |                     | 8  | 6                  |                    |                    |  |  |             |             |             |  |  |                          |                          |                          |
|  | Cúcuta Niza          | 7                 | 1                 |                     |    |                    |                    |                    |  |  |             |             |             |  |  |                          |                          |                          |

- Nota: En cada llave, el equipo ubicado en la casilla superior es el que ejerce la localía en el partido de vuelta.

### Octavos de final
Disputados del 9 al 19 de octubre del 2016.
| 7 de octubre de 2016 16:00 | Utrahuilca | 1 : 0 | Rionegro Futsal | Coliseo Álvaro Sánchez Silva, Neiva |  |

| 14 de octubre de 2016 18:00, Win Sports | Rionegro Futsal | 2 : 0 | Utrahuilca | Coliseo El Cielo, Rionegro |  |

| 8 de octubre de 2016 16:00 | Deportivo Cóndor | 5 : 4 | Independiente Barranquilla | Coliseo El Rosal, |  |

| 14 de octubre de 2016 19:30 | Independiente Barranquilla | 6 : 4 | Deportivo Cóndor | Coliseo Elías Chegwin, Barranquilla |  |

| 8 de octubre de 2016 20:00 | Alianza Tolima | 5 : 5 | Alianza Urabá | Coliseo Mayor, Líbano |  |

| 15 de octubre de 2016 20:00 | Alianza Urabá | 5 : 1 | Alianza Tolima | Coliseo Antonio Roldán, Apartadó |  |

| 7 de octubre de 2016 20:00, Win Sports | Club Deportivo Meta | 5 : 13 | Real Bucaramanga | Coliseo Álvaro Mesa Amaya, Villavicencio |  |

| 14 de octubre de 2016 19:30 | Real Bucaramanga | 6 : 6 | Club Deportivo Meta | Coliseo Edmundo Luna, Bucaramanga |  |

| 8 de octubre de 2016 19:00 | Bello Real Antioquia | 2 : 2 | Lanús Colombia | Coliseo Tulio Ospina, Bello |  |

| 14 de octubre de 2016 20:00 | Lanús Colombia | 5 : 2 | Bello Real Antioquia | Coliseo Municipal, Tocancipá |  |

| 10 de octubre de 2016 19:00 | Rionegro Águilas | 2 : 1 | Club Deportivo Lyon | Coliseo El Cielo, Rionegro |  |

| 18 de octubre de 2016 17:00 | Club Deportivo Lyon | 2 : 2 | Rionegro Águilas | Coliseo María Isabel Urrutia, Cali |  |

| 9 de octubre de 2016 15:00 | Atlético Dorada | 5 : 4 | D´Martin FC | Coliseo Ventura Castillo, La Dorada |  |

| 19 de octubre de 2016 19:00 | D´Martin FC | 2 : 5 | Atlético Dorada | Coliseo Deportivo Central, Madrid |  |

| 9 de octubre de 2016 19:00 | Cúcuta Niza | 7 : 8 | Saeta FSC | Coliseo U.F.P.S, Cúcuta |  |

| 16 de octubre de 2016 18:15 | Saeta FSC | 6 : 1 | Cúcuta Niza | Coliseo Cayetano Cañizares, Bogotá |  |

### Cuartos de final
Disputados del 21 al 30 de octubre del 2016.
| 22 de octubre de 2016 20:00 | Alianza Urabá | 3 : 0 | Rionegro Futsal | Coliseo Antonio Roldán, Apartadó |  |

| 27 de octubre de 2016 20:00, Win Sports | Rionegro Futsal | 5 : 3 | Alianza Urabá | Coliseo El Cielo, Rionegro |  |

| 21 de octubre de 2016 18:00, Win Sports | Real Bucaramanga | 7 : 2 | Independiente Barranquilla | Coliseo Bicentenario, Bucaramanga |  |

| 29 de octubre de 2016 14:00 | Independiente Barranquilla | 6 : 5 | Real Bucaramanga | Coliseo Elías Chegwin, Barranquilla |  |

| 23 de octubre de 2016 15:00 | Atlético Dorada | 4 : 1 | Lanús Colombia | Coliseo Ventura Castillo, La Dorada |  |

| 29 de octubre de 2016 18:00 | Lanús Colombia | 3 : 4 | Atlético Dorada | Coliseo Municipal, Tocancipá |  |

| 24 de octubre de 2016 20:00 | Rionegro Águilas | 2 : 6 | Saeta FSC | Coliseo El Cielo, Rionegro |  |

| 30 de octubre de 2016 18:30 | Saeta FSC | 8 : 4 | Rionegro Águilas | Coliseo Cayetano Cañizares, Bogotá |  |

### Semifinales
Se jugaron del 6 al 13 de noviembre del 2016.
| 6 de noviembre de 2016 15:00 | Atlético Dorada                                                                 | 8 : 5 | Alianza Urabá                                                                             | Coliseo Ventura Castillo, La Dorada |  |
|                              | Héctor Ordóñez 17' · Jorge Cruz 18' 41' · Carlos Ramos 24' · Jorge Preciado 48' |       | 8' Daniel Chavarria · 16' 29' Yefferson Moreno · 31' José Tangarife · 32' Yeison Fonnegra |                                     |  |

| 12 de noviembre de 2016, 18:00 | Alianza Urabá                                                                                             | 6 : 3 | Atlético Dorada                                            | Coliseo Antonio Roldan, Apartadó |  |
|                                | Yeison Fonnegra 6' · Richard Gutiérrez 7' 39' · Kevin Mejía 11' · Nelson Maldonado 27' · Denni Berrio 33' |       | 12' César Baldrich · 15' Steven Viera · 38' Jorge Preciado |                                  |  |

| 13 de noviembre de 2016 , 11:00 | Alianza Urabá                                                  | 3 : 7 | Atlético Dorada                                                                         | Coliseo Antonio Roldan, Apartadó |  |
|                                 | Richard Gutiérrez 6' · Jefferson Moreno 8' · Deiler Santos 36' |       | 7' 26' Steven Viera · 12' 19' Jorge Preciado · 17' Juvenil Rodríguez · 36' Carlos Ramos |                                  |  |

| 3 de noviembre de 2016 15:00, Win Sports | Real Bucaramanga                                                     | 5 : 1 | Saeta FSC     | Coliseo Bicentenario, Bucaramanga |  |
|                                          | Jesús Gualdrón 8' 17' · Jhonatan Giraldo 27' 39' · Angellot Caro 38' |       | 34' Juan Paez |                                   |  |

| 11 de noviembre de 2016, 20:00 | Saeta FSC                                   | 3 : 4 | Real Bucaramanga                                                         | Coliseo Cayetano Cañizares, Bogotá |  |
|                                | Stefano Sánchez 7' · Camilo Sánchez 21' 39' |       | 17'José Bravo · 19' Jorge Abril · 23'Jhonatan Giraldo · 28'Angellot Caro |                                    |  |

### Final
Se jugaron el 20 y el 25 de noviembre del 2016.
| 20 de noviembre de 2016 15:00 | Atlético Dorada    | 1 : 2   | Real Bucaramanga                     | Coliseo Ventura Castillo, La Dorada |                                 |
|                               | Jorge Preciado 37' | Reporte | 6' Stiven Abril · 13' Jesús Gualdron | Árbitro(s): Yuri García Sánchez     | Árbitro(s): Yuri García Sánchez |

| 25 de noviembre de 2016 20:00 | Real Bucaramanga                                                                                         | 7 : 4   | Atlérico Dorada                                              | Coliseo Vicente Díaz, Bucaramanga   |                                     |
|                               | Jesús Gualdron 14' 31' · Jeison Jaramillo 27' · Jhonatan Giraldo 36' · Steven Abril 38' · José Bravo 39' | Reporte | 6' Jaidiver Guillen · 23' Jorge Preciado · 27' Andrés García | Árbitro(s): Héctor Cadena Velásquez | Árbitro(s): Héctor Cadena Velásquez |

| Colombia                               |
| Campeón Real Bucaramanga Tercer título |

## Goleadores
| Jesús Gualdron Franco                          | Real Bucaramanga  | 24 |
| Jefferson Moreno Ortiz                         | ALianza Platanera | 19 |
| Jorge Preciado Granados                        | Atlético Dorada   | 19 |
| Última actualización: 25 de noviembre de 2016. |                   |    |